# Aécio (eunuco)
Aécio (em grego: Ἀέτιος; romaniz.: Aétios) foi um eunuco bizantino e um dos conselheiros mais confiáveis da imperatriz Irene de Atenas (r. 797–802). Depois que Irene ascendeu sozinha ao poder, Aécio desenvolveu uma intensa rivalidade com o primeiro-ministro dela, Estaurácio, outro eunuco. Depois da morte dele, Aécio tornou-se o homem de liderança do Estado bizantino, conspirando para elevar ao trono seu irmão, Leão, mas perdeu tudo quando Irene foi deposta em 802.

## Biografia

### Anos inicias e a rivalidade com Estaurácio

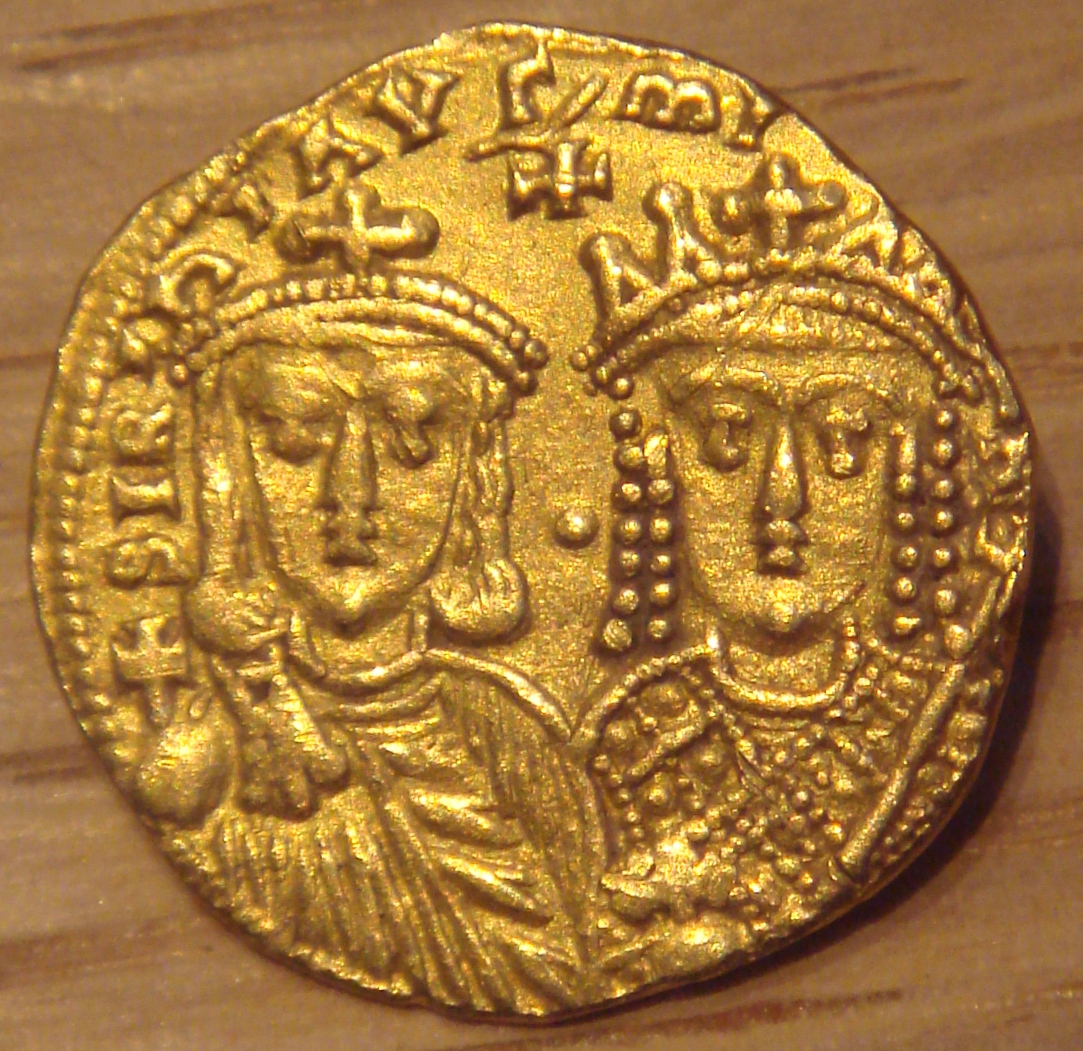
A imperatriz Irene e seu filho, que ela assassinaria com a ajuda de Estaurácio, Constantino VI

Aécio aparece pela primeira vez em 790, quando era protoespatário e confidente de Irene, a então imperatriz-mãe e regente por seu filho, o imperador Constantino VI (r. 780–797). No outono daquele ano, ela tentou afastar seu filho do trono e tomá-lo para si. A tentativa de golpe, contudo, causou um motim do exército em favor do jovem imperador e Constantino foi instalado como imperador único. Irene foi confinada no palácio em Constantinopla e seus eunucos protegidos, incluindo Aécio, foram exilados.
Aécio foi restaurado em sua posição juntamente com os outros eunucos quando Irene foi reposta como co-governante em 792. Em agosto de 797, a imperatriz e seu poderoso ministro eunuco Estaurácio conseguiram derrubar e cegar (e possivelmente também matar) Constantino, assumindo finalmente o governo. Contudo, os tios do imperador deposto, filhos sobreviventes do imperador Constantino V Coprônimo (r. 741–775) que tinham no passado se envolvido em conspirações contra Irene, ainda eram uma ameaça em potencial. Eles foram persuadidos por simpatizantes a buscarem refúgio na basílica de Santa Sofia, onde a população da capital supostamente uniria-se a eles declarando um deles como imperador. Este apoio não se materializou e, ao invés disso, foram todos exilados para Atenas.
Irene agora dividia seus favores entre Estaurácio, seu ministro-chefe, e Aécio, o que iniciou um período de intensa rivalidade entre os dois e seus respectivos aliados no qual ambos colocaram seus parentes em posições de poder para assegurar controle do Império Bizantino após a eventual morte de Irene. A competição veio à tona em 797/798 e intensificou-se em maio de 799 quando a saúde da imperatriz se deteriorou. Aécio, que tinha ganhado o apoio de Nicetas Trifílio, o comandante das escolas palatinas, acusou Estaurácio, diante da imperatriz, de conspiração para usurpar o trono. Irene, obedientemente, convocou um concílio no palácio de Hieria no qual seu ministro favorito terminou severamente repreendido, mas Estaurácio escapou com um pedido de desculpas.
Estaurácio, paralelamente, distribuiu subornos entre os homens e oficiais mais baixos dos regimentos das escolas (scholai) e dos excubitores tentando ganhar-lhes o apoio para um eventual golpe de Estado. Aécio novamente foi até Irene, que, em fevereiro de 800, proibiu que Estaurácio tivesse qualquer contato com o exército. Juntamente com a nomeação de Aécio para o poderoso posto de estratego do tema da Anatólia, restaurou-se um equilíbrio precário entre os dois campos. Pouco tempo depois, Estaurácio ficaria muito doente, mas continuou a conspirar contra Aécio, instigando uma revolta contra ele na Capadócia antes de morrer em junho de 800.

### Supremacia e queda de Aécio

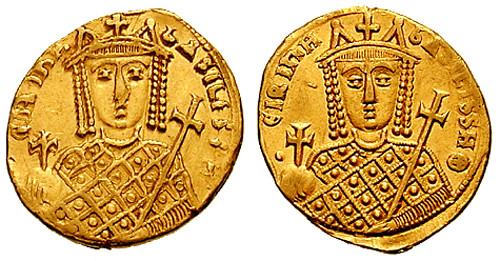
Soldo de ouro representando a imperatriz Irene quando reinou sozinha

A revolta foi rápida e brutalmente suprimida e, com a morte de seus rivais, Aécio ficou em uma posição suprema entre os membros da corte da imperatriz Irene. Ele provavelmente sucedeu a Estaurácio como logóteta do dromo, e manteve o controle dos anatólios e, adicionando ainda ao seu comando o tema Opsiciano. Em 800 obteve uma vitória contra os árabes, seguida, contudo, por uma derrota em 801. Em 801/802, Aécio apontou seu irmão Leão como monoestratego para os temas da Trácia e Macedônia. Controlando, assim, os exércitos mais próximos de Constantinopla, que compreendiam cerca de um terço das forças militares do Império Bizantino, Aécio estava bem colocado para fazer Leão imperador. Nas palavras do cronista Teófanes, o Confessor, ele "reinou ao lado [de Irene] e estava usurpando o poder em benefício de seu irmão." Consequentemente, em 802, Aécio teve um papel determinante na rejeição de uma proposta de casamento com Carlos Magno, que Irene tinha aparentemente considerado seriamente.
Os planos de Aécio para a elevação de seu irmão vacilaram com a oposição de outros cortesões, que se ressentiam de sua influência e a maneira insultuosa como ele tratava-os. Entre os líderes adversários, destacava-se Nicéforo, ministro das finanças de Irene (logóteta geral), mas também Nicetas Trifílio, antigo aliado de Aécio, e Leão Sarantápeco, um parente da imperatriz. Temendo um golpe iminente por Aécio, os conspiradores entraram no Grande Palácio de Constantinopla na manhã de 31 de outubro de 802 e aclamaram Nicéforo imperador. Irene foi deposta e recebeu permissão para retirar-se para um convento. Não se sabe o que aconteceu com Aécio depois disso, mas ele provavelmente perdeu poder após a ascensão de Nicéforo. Contudo, pode ser ele o patrício de nome "Aécio" que foi morto, juntamente com o próprio Nicéforo, na batalha de Plisca contra os búlgaros em 26 de julho de 811.